# Csanádalberti
Csanádalberti is een plaats (község) en gemeente in het Hongaarse comitaat Csongrád. Csanádalberti telt 507 inwoners (2002).